# Ishøj Sogn
Ishøj Sogn er et sogn i Høje Taastrup Provsti (Helsingør Stift). Sognet ligger i Ishøj Kommune; indtil Kommunalreformen i 1970 lå det i Smørum Herred (Københavns Amt). I Ishøj Sogn ligger Ishøj Kirke og Vejleå Kirke.
I Ishøj Sogn findes flg. autoriserede stednavne:
- Ishøj (bebyggelse, ejerlav)
- Ishøj Landsby (bebyggelse)
- Ishøjgård (bebyggelse)
- Tranegilde (bebyggelse, ejerlav)